# Gaelle Mys
Gaelle Mys (Gand, 16 novembre 1991) è una ginnasta belga.
Ha rappresentato la propria nazione alle Olimpiadi di Pechino 2008  e Londra 2012.
Partecipa agli europei di Sofia 2014: nella finale a squadre il Belgio termina al 7º posto.